# Dla bystrzaków
Dla bystrzaków (oryg. For Dummies - w dosłownym tłumaczeniu - „Dla głupków”) – seria książek poradnikowych dotyczących wielu różnych dziedzin życia. Do tej pory opublikowano ponad 1700 tytułów tej serii. Seria osiągnęła sukces na całym świecie i jest dostępna w wielu różnych językach. Każda z książek ma czarno-żółtą okładkę z widoczną kreskówkową postacią znaną jako Bystry (oryg. Dummies Man, w dosłownym tłumaczeniu: Głupol). Treść książek pisana jest łatwo przyswajalnym językiem. Każda z książek podzielona jest na rozdziały, na początku których w większości znajduje się grafika z postaciami z komiksu The 5th Wave autorstwa Richa Tennanta.
Seria rozpoczęła się wydaną w 1991 roku książką DOS for Dummies napisaną przez Dana Gookina, opublikowaną przez IDG Books (obecnie Hungry Minds). Książka stała się popularna z powodu braku wcześniejszych przyjaznych dla początkującego użytkownika publikacji dotyczących systemu DOS.
Pierwsze książki z serii koncentrowały się na tematach oprogramowania i technologii, później stały się bardziej ogólne i zaczęły dotyczyć różnych innych dziedzin wiedzy (jak sport, zdrowie, prace domowe czy psychologia). Obecne seria wydawana jest przez John Wiley & Sons (który nabył wydawnictwo Hungry Minds).
W Polsce seria wydawana jest obecnie przez wydawnictwo Septem, będące marką GW Helion. W latach dziewięćdziesiątych książki z serii były publikowane przez wydawnictwo ReadMe, pod wierniejszym tłumaczeniem tytułu Dla Opornych. 
Polska jest jedynym krajem, w którym wydawca ze względów marketingowych zdecydował się na całkowitą zmianę sensu tytułu serii. 